# Neuilly-Saint-Front
Neuilly-Saint-Front és un municipi francès situat al departament de l'Aisne i a la regió dels Alts de França. L'any 2007 tenia 2.128 habitants.

## Demografia

### Població
El 2007 la població de fet de Neuilly-Saint-Front era de 2.128 persones. Hi havia 792 famílies de les quals 208 eren unipersonals (76 homes vivint sols i 132 dones vivint soles), 228 parelles sense fills, 268 parelles amb fills i 88 famílies monoparentals amb fills.
La població ha evolucionat segons el següent gràfic:
Habitants censats

### Habitatges
El 2007 hi havia 921 habitatges, 819 eren l'habitatge principal de la família, 36 eren segones residències i 66 estaven desocupats. 742 eren cases i 175 eren apartaments. Dels 819 habitatges principals, 524 estaven ocupats pels seus propietaris, 277 estaven llogats i ocupats pels llogaters i 18 estaven cedits a títol gratuït; 9 tenien una cambra, 84 en tenien dues, 151 en tenien tres, 223 en tenien quatre i 352 en tenien cinc o més. 476 habitatges disposaven pel capbaix d'una plaça de pàrquing. A 383 habitatges hi havia un automòbil i a 285 n'hi havia dos o més.

### Piràmide de població
La piràmide de població per edats i sexe el 2009 era:
| Homes | Edats   | Dones |
| ----- | ------- | ----- |
| 0     | 95 o +  | 4     |
| 4     | 90 a 94 | 24    |
| 0     | 85 a 89 | 4     |
| 4     | 80 a 84 | 20    |
| 28    | 75 a 79 | 52    |
| 40    | 70 a 74 | 68    |
| 36    | 65 a 69 | 44    |
| 48    | 60 a 64 | 64    |
| 24    | 55 a 59 | 32    |
| 68    | 50 a 54 | 64    |
| 104   | 45 a 49 | 68    |
| 44    | 40 a 44 | 92    |
| 68    | 35 a 39 | 36    |
| 96    | 30 a 34 | 72    |
| 72    | 25 a 29 | 60    |
| 68    | 20 a 24 | 40    |
| 80    | 15 a 19 | 84    |
| 68    | 10 a 14 | 88    |
| 108   | 5 a 9   | 56    |
| 64    | 0 a 4   | 64    |

## Economia
El 2007 la població en edat de treballar era de 1.316 persones, 981 eren actives i 335 eren inactives. De les 981 persones actives 858 estaven ocupades (489 homes i 369 dones) i 123 estaven aturades (60 homes i 63 dones). De les 335 persones inactives 89 estaven jubilades, 107 estaven estudiant i 139 estaven classificades com a «altres inactius».

### Ingressos
El 2009 a Neuilly-Saint-Front hi havia 847 unitats fiscals que integraven 2.166 persones, la mediana anual d'ingressos fiscals per persona era de 15.233 €.

### Activitats econòmiques
Dels 98 establiments que hi havia el 2007, 2 eren d'empreses extractives, 3 d'empreses alimentàries, 2 d'empreses de fabricació de material elèctric, 8 d'empreses de fabricació d'altres productes industrials, 16 d'empreses de construcció, 18 d'empreses de comerç i reparació d'automòbils, 6 d'empreses de transport, 7 d'empreses d'hostatgeria i restauració, 1 d'una empresa d'informació i comunicació, 6 d'empreses financeres, 4 d'empreses immobiliàries, 6 d'empreses de serveis, 12 d'entitats de l'administració pública i 7 d'empreses classificades com a «altres activitats de serveis».
Dels 35 establiments de servei als particulars que hi havia el 2009, 1 era una gendarmeria, 1 oficina de correu, 3 oficines bancàries, 1 funerària, 3 tallers de reparació d'automòbils i de material agrícola, 1 autoescola, 4 paletes, 2 guixaires pintors, 4 lampisteries, 1 electricista, 4 empreses de construcció, 3 perruqueries, 1 veterinari, 4 restaurants, 1 agència immobiliària i 1 saló de bellesa.
Dels 9 establiments comercials que hi havia el 2009, 1 era una gran superfície de material de bricolatge, 1 una botiga de més de 120 m², 2 fleques, 1 una fleca, 1 una peixateria, 1 una llibreria, 1 una botiga de material de revestiment de parets i terra i 1 una joieria.
L'any 2000 a Neuilly-Saint-Front hi havia 11 explotacions agrícoles que ocupaven un total de 1.552 hectàrees.

## Equipaments sanitaris i escolars
L'únic equipament sanitari que hi havia el 2009 era una farmàcia.
El 2009 hi havia 1 escola maternal i 2 escoles elementals. Neuilly-Saint-Front disposava d'un col·legi d'educació secundària amb 446 alumnes.

## Poblacions més properes
El següent diagrama mostra les poblacions més properes.